# شتارسیدل
شتارسیدل (به آلمانی: Starsiedel) یک منطقهٔ مسکونی در آلمان است که در لوتسن واقع شده‌است. شتارسیدل ۶۹۲ نفر جمعیت دارد.